# PMT Italia
PMT Italia, abbreviazione di Paper Machinery Technology, è un'azienda italiana che opera nel campo dell'industria della carta con servizi di ingegneria meccanica, automazione, servizi in campo e produzione di macchine per tutti i tipi di carta.
L'azienda nasce nel 2000 dall'acquisizione di Beloit Italia, la filiale italiana di Beloit Corporation, con sede a Pinerolo.
In data 31/01/2017 la PMT Italia S.p.A. ha dichiarato il fallimento e dal 1º Febbraio inizia un esercizio provvisorio.
In data 09/04/2020 è stata dichiarata fallita ed è stata poi acquisita dalla toscana A.Celli Paper S.p.A. Attualmente è stato riaperto solo un ufficio commerciale a Pinerolo ma in una sede diversa rispetto alla storica.

## Storia

### Le origini (1897 – 1957)
Nel 1897, l'imprenditore piemontese Francesco Poccardi apre una fonderia locale nella città di Pinerolo vicino alla ferrovia che collega questa città con Torino.
Pochi anni dopo, la società si sviluppa tramite la creazione di un nuovo stabilimento dedicato alla produzione e alla riparazione di veicoli ferroviari sotto il nome di Officine Meccaniche di Pinerolo.
Nel 1939, la fonderia e lo stabilimento vengono consolidati in una nuova società, la Officine Meccaniche Poccardi Pinerolo. La nuova società inizia a fornire macchine per il trattamento della carta all'industria cartaria.

### Come Beloit Italia (1957 – 2000)
Il gruppo americano specializzato nella produzione di macchine da carta, Beloit Corporation, acquisisce la società pinerolese nel settembre del 1957. La ditta è rinominata Beloit Italia e incomincia a fornire macchine e attrezzature connesse all'industria cartaria in tutto il mondo.
Dal 1957 al 2000, l'85% della produzione di Beloit Italia viene esportato in tutto il mondo. Dopo quarantatré anni di cooperazione fra la ditta americana e la sua filiale italiana, quest'ultima viene riscattata quando Beloit Corporation viene smembrata a seguito di difficoltà finanziarie.

### PMT Italia S.p.A.
Tutte le azioni di Beloit Italia vengono vendute al Gruppo Nugo, che come prima cosa ribattezza Beloit Italia in PMT Italia S.p.A. L'azienda continua a produrre macchine da carta ma ha esteso le proprie attività alla progettazione di apparecchiature ausiliarie per questi impianti nel suo stabilimento storico di 65000 m² a Pinerolo. Oggi, l'azienda impiega circa 180 persone nel suo sito di Pinerolo.

## Attività economica

### PMT Italia
La PMT Italia, aveva la sua sede in Pinerolo da cui commercializzava sempre macchine da carta e apparecchiature, aveva ampliato, in seguito all'acquisizione da parte del Gruppo Nugo, le sue attività attraverso la creazione di filiali in tutto il mondo.

### PMT Industries
PMT Industries Ltd fu la prima filiale creata dalla PMT Italia. La ditta è stata comprata dalla società Sandusky Walmsley nel 2006. Il suo stabilimento è situato a Bolton nel Regno Unito. Quest'azienda produce essiccatori Yankee, cilindri MG e fusioni nella sua officina di 17000 m² equipaggiata con una delle più grandi fonderie in tutta Europa.

### PMT Sud Africa
Nel 2007, anche PMT Sudafrica è stata acquisita dall'americana Sandusky. I suoi uffici si trovano a Johannesburg. Questa filiale propone i prodotti del gruppo PMT e servizi post-vendita principalmente al mercato sudafricano.

### PMT Winding
L'ultima filiale creata dalla PMT è PMT Winding Oy (Ltd) a Tehtaankatu - Valkeakoski in Finlandia. Quest'azienda ha lo scopo di produrre e commercializzare le bobinatrici del gruppo PMT per le cartiere di tutto il mondo.